# Gmina Wymiarki
Die Gmina Wymiarki (deutsch Wiesau, sorbisch Łukow) ist eine Landgemeinde im Powiat Żagański der Woiwodschaft Lebus in Polen. Ihr Sitz ist das gleichnamige Dorf mit 1220 Einwohnern (2011).

## Geschichte
Das Gemeindegebiet zählte bis 1945 zum Landkreis Sprottau. Seine Entwicklung verdankt der Ort vor allem den Glashütten, die erste Glashütte in Wymiarki entstand im 17. Jahrhundert.

## Gliederung
Zur Landgemeinde Wymiarki gehören folgende Ortschaften (deutsche Namen bis 1945) mit Schulzenamt (sołectwo):
| - Lubieszów (Liebsen) - Lutynka (Leuthen) - Silno Małe-Lubartów (Klein Selten–Qumälisch) | - Witoszyn (Nieder Hartmannsdorf–Ober Hartmannsdorf) - Wymiarki (Wiesau) |

## Persönlichkeiten
- Richard Arlt (1911–1999), antifaschistischer Widerstandskämpfer, Betriebsdirektor und Erfinder; geboren in Ober Hartmannsdorf.